# Чизано-суль-Нева
Чизано-суль-Нева (італ. Cisano sul Neva, ліг. Cixan) — муніципалітет в Італії, у регіоні Лігурія, провінція Савона.
Чизано-суль-Нева розташоване на відстані близько 430 км на північний захід від Рима, 75 км на південний захід від Генуї, 36 км на південний захід від Савони.
Населення — 2079 осіб (2014).
Щорічний фестиваль відбувається 22 липня. Покровитель — Santa Maria Maddalena.

## Демографія
Населення за роками:

Станом на 1 січня 2023 року в муніципалітеті офіційно проживало 245 іноземців з 26 країн, серед них 56 громадян країн Євросоюзу та 5 громадян України.

## Сусідні муніципалітети
- Альбенга
- Арнаско
- Балестрино
- Черіале
- Цуккарелло